# Groefkopadders
Groefkopadders (Crotalinae) vormen een onderfamilie van slangen uit de familie adders (Viperidae). In sommige indelingen worden de groefkopadders als volwaardige familie gezien (Crotalidae). De groep werd voor het eerst wetenschappelijk beschreven door Nicolaus Michael Oppel in 1811. 

## Algemeen
Er zijn 263 soorten bekend die verdeeld worden in 22 verschillende geslachten. Groefkopadders komen voor in delen van Afrika, Azië en Noord- en Zuid-Amerika. De bekendste groefkopadders zijn de ratelslangen uit het geslacht Crotalus, maar lang niet alle groefkopadders hebben een ratel. De maximale lengtes verschillen behoorlijk, de kleinste soort blijft ongeveer 50 centimeter, de bosmeester is de grootste soort met ruim 350 centimeter, het is hiermee de grootste adder én gifslang van de Nieuwe Wereld. 
Alle soorten groefkopadders zijn zeer giftig en gevaarlijk voor de mens. Ze bezitten hetzelfde type inklapbare giftanden en gifklieren als de echte adders, die in rust omhoog worden gevouwen tegen het gehemelte en bij een beet worden uitgeklapt. Bij het toedienen van het gif wordt soms ook een kauwbeweging gemaakt. In Zuidoost-Azië worden elk jaar talrijke mensen gebeten door de daar gevreesde groefkopadders, niet zelden met een dodelijke afloop. In Noord-Amerika en de Verenigde Staten is de diamantratelslang (Crotalus adamanteus) verantwoordelijk voor de meeste beten.

## Groeforgaan
Groefkopadders hebben zoals alle adders uitvouwbare giftanden en een grote, driehoekige kop. Ze onderscheiden zich door een gepaard orgaan tussen ogen- en neusopening, dat als temperatuurzintuig functioneert. Dit orgaan wordt het groeforgaan genoemd en kan de warmtestraling van de prooi waarnemen, zodat ook in absolute duisternis een trefzekere beet mogelijk is.
De groef loopt enkele millimeters door in de kop en binnen in de groef zitten 500 tot 1500 warmtereceptoren, waarmee de slang temperatuurverschillen van ± 0,003 °C ten opzichte van de omgeving kan waarnemen. Pas in 1937 ontdekten de biologen Schmitt en Noble waar dit extra zintuig voor diende. Daarvoor werd gedacht dat de groeven reuk- of gehoororganen waren. Reuzenslangen en pythons bezitten ook een dergelijk zintuig, maar bij deze slangen is het orgaan in de mondrand gelegen.

## Levenswijze
Groefkopadders zijn op enkele uitzonderingen na eierlevendbarend, de vrouwtjes brengen de jongen direct ter wereld. De net uitgekomen juvenielen zijn vanaf de geboorte al giftig en kunnen een dodelijke beet toebrengen. Van een aantal soorten is bekend dat de jonge dieren enkele weken bij het moederdier blijven, tot de eerste vervelling. Bij de vertegenwoordigers van de geslachten Lachesis, Calloselasma, Trimeresurus en Ovophis zetten de vrouwtjes wel eieren af (oviparie). Vermoed wordt echter dat bij veel van deze soorten de eieren bewaakt worden tot ze uitkomen, en de slangen dus ook een vorm van broedzorg kennen. Een vrouwtje broedt de eieren niet uit zoals vogels dat doen.
Bij vrijwel alle soorten hebben de juvenielen een veel lichtere, wormachtige staartpunt die duidelijk afsteekt tegen de rest van de lichaamskleur. De staartpunt wordt in veel gevallen gebruikt als beet om prooidieren te lokken, de lichte kleur verdwijnt na enige tijd.
Veel groefkopadders kennen een winterslaap, en veel soorten zoeken elkaar op om zo te profiteren van elkaars lichaamswarmte. Hierdoor kunnen de groefkopadders massaal worden aangetroffen, dit komt ook voor bij andere slangen en hazelwormen.
Groefkopadders zijn opportunistische jagers die de prooi in een hinderlaag opwachten en snel toeslaan. Tropische soorten hangen vaak gecamoufleerd in of bij bloemen zoals Heliconia in hinderlaag. Van de in bomen levende soort Gloydius shedaoensis is bekend dat de slang leert waar prooidieren zich ophouden. Ieder jaar kiest de adder dezelfde plaats uit om de gedurende die tijd migrerende vogels te 'verwelkomen'.

## Geslachten
De navolgende geslachten vormen deze onderfamilie:

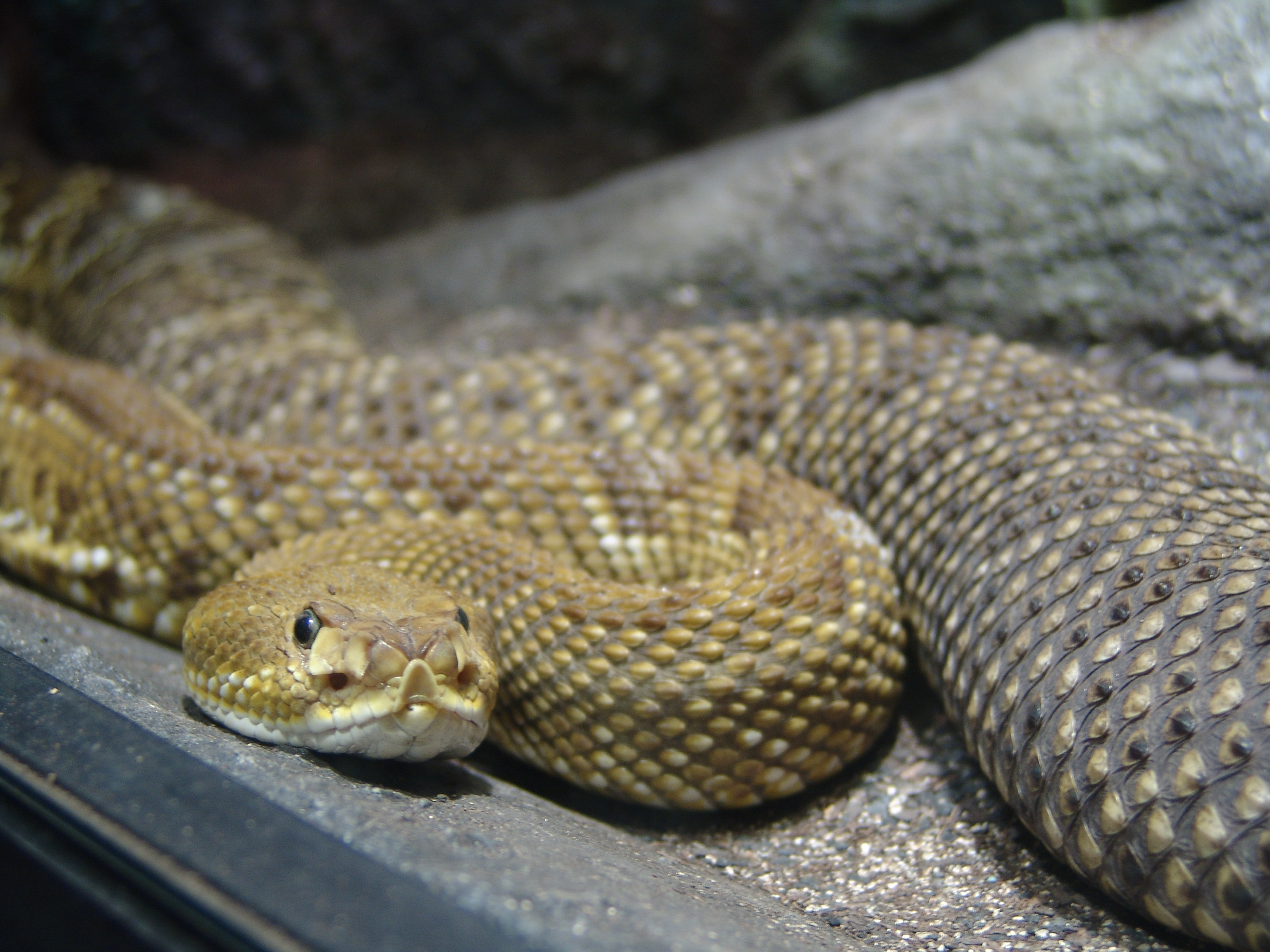
De groeven zijn bij Crotalus basiliscus goed te zien.

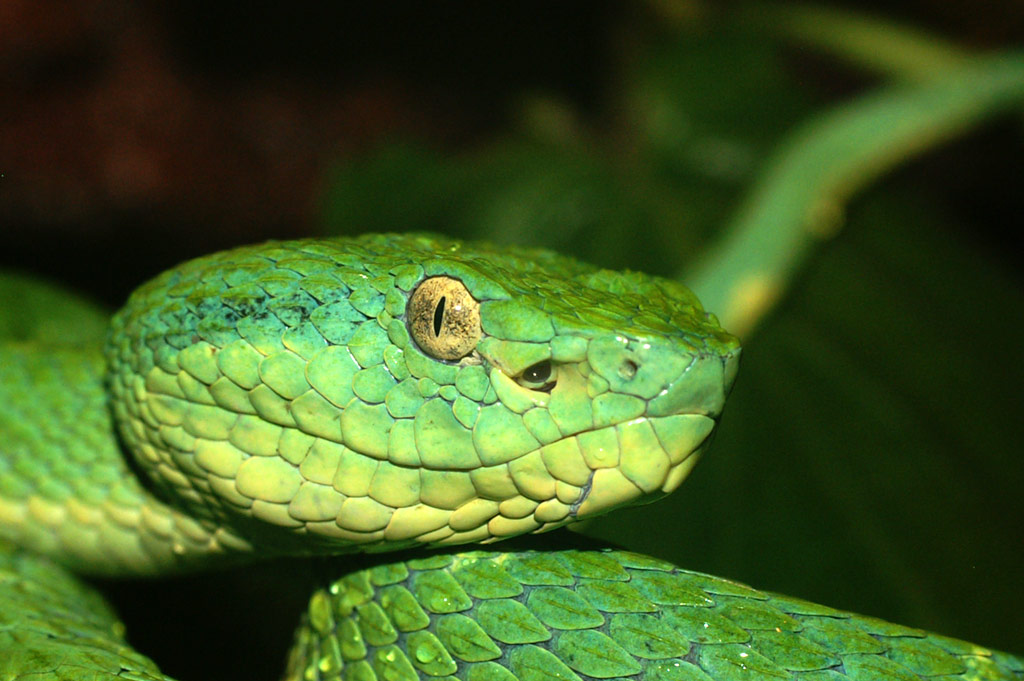
Bothriechis lateralis

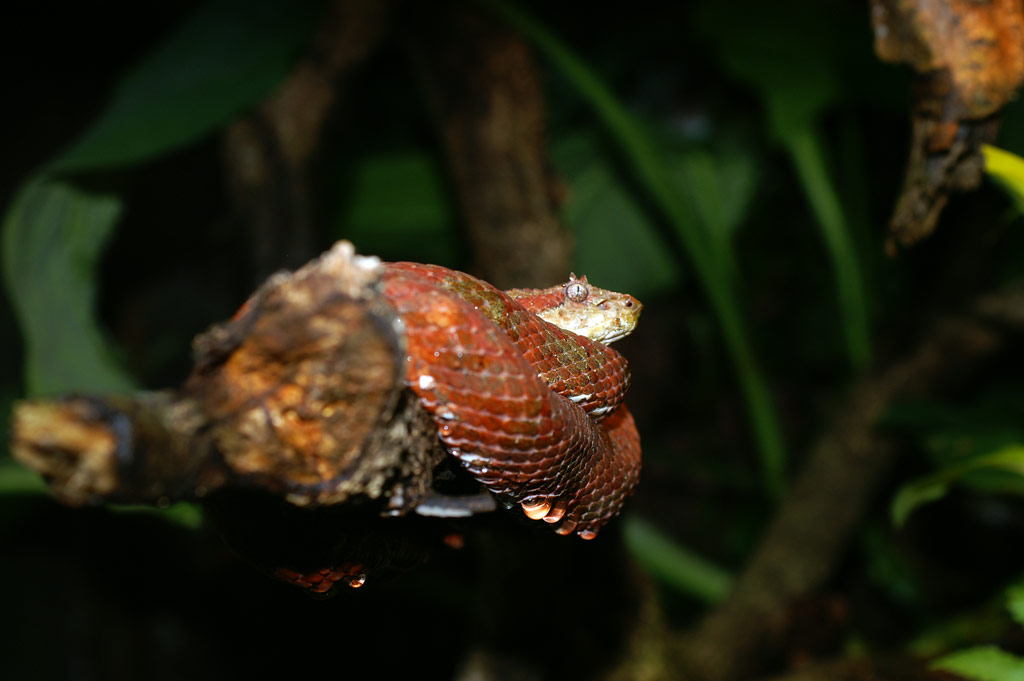
Bothriechis schlegelii

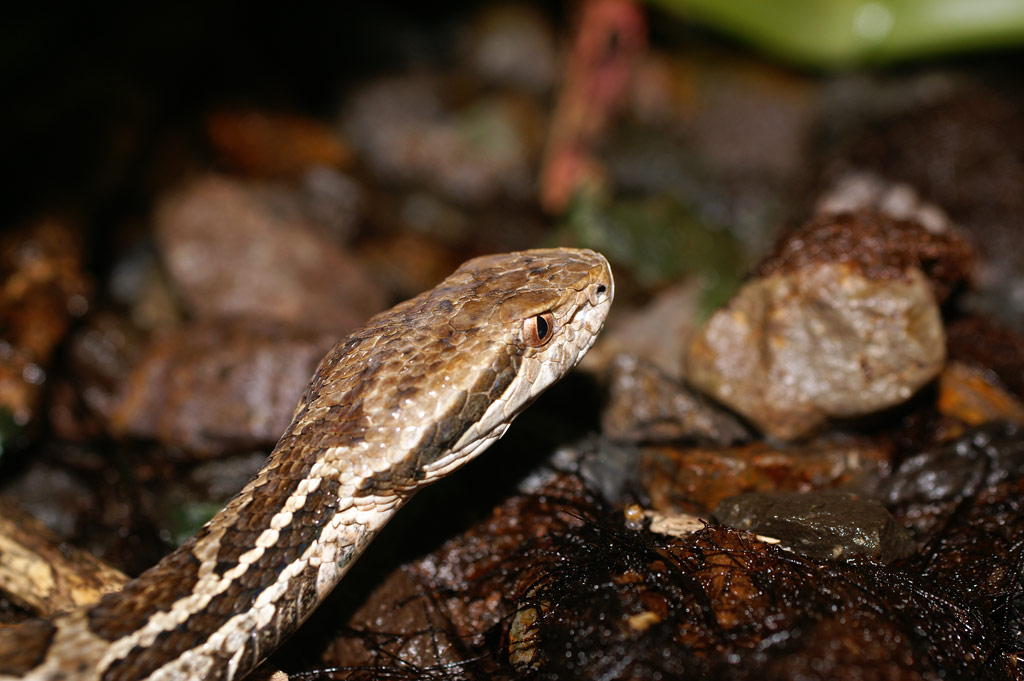
Cerrophidion godmani

| Naam                                      | Auteur                        | Aantal soorten | Verspreidingsgebied |
| ----------------------------------------- | ----------------------------- | -------------- | --- |
| Moccasinslangen (Agkistrodon)             | Beauvois, 1799                | 8              | Noord-, Midden- en Zuid-Amerika; Mexico, Guatemala, El Salvador, Costa Rica, Nicaragua, Honduras, Verenigde Staten en Belize |
| Atropoides                                | Dunn, 1939                    | 1              | Midden-Amerika; Costa Rica en Panama |
| Bothriechis                               | Peters, 1859                  | 11             | Midden-Amerika en Zuid-Amerika; Nicaragua, Costa Rica, Panama, Honduras, Mexico, Guatemala, Belize, Ecuador, Peru en Colombia |
| Bothrocophias                             | Gutberlet & Campbell, 2001    | 7              | Zuid-Amerika; Ecuador, Peru, Bolivia, Colombia en Brazilië |
| Lanspuntslangen (Bothrops)                | Wagler, 1824                  | 46             | Noord-Amerika, Midden-Amerika en Zuid-Amerika; Argentinië, Belize, Bolivia, Brazilië, Colombia, Costa Rica, Ecuador, Frans-Guyana, Guyana, Guatemala, Honduras, Mexico, Nicaragua, Panama, Paraguay, Peru, Suriname, Uruguay en Venezuela                 |
| Calloselasma                              | Kuhl, 1824                    | 1              | Azië; Cambodja, Indonesië, Laos, Maleisië, Thailand en Vietnam |
| Cerrophidion                              | Campbell & Lamar, 1992        | 5              | Noord- en Midden-Amerika; Honduras, El Salvador, Nicaragua, Costa Rica, Panama, Mexico en Guatemala |
| Craspedocephalus                          | Kuhl & van Hasselt, 1822      | 14             | Azië; Brunei, India, Indonesië, Maleisië, Thailand en Sri Lanka. |
| Echte ratelslangen (Crotalus)             | Linnaeus, 1758                | 53             | Noord-Amerika, Midden- en Zuid-Amerika; Verenigde Staten, Mexico, Canada, Brazilië, Venezuela, Colombia, Guyana, Suriname, Frans-Guyana, Argentinië, Paraguay, Bolivia, Uruguay, Aruba, Guatemala, Honduras, El Salvador, Costa Rica, Nicaragua en Belize |
| Deinagkistrodon                           | Günther, 1888                 | 1              | Azië; China, Taiwan en Vietnam, mogelijk in Laos |
| Garthius                                  | Malcolm Arthur Smith, 1931    | 1              | Azië; Maleisië |
| Gloydius                                  | Hoge & Romano-Hoge, 1981      | 21             | Azië; Noord-Korea, Zuid-Korea, China, Rusland, Mongolië, Iran, Kazachstan, Oezbekistan, Tadzjikistan, Kirgizië, Afghanistan, Mongolië, Turkmenistan, Pakistan, India, Bhutan, Nepal, Mongolië, Japan en Azerbeidzjan                                      |
| Hypnale                                   | Fitzinger, 1843               | 3              | Azië; Sri Lanka en India |
| Bosmeesters (Lachesis)                    | Daudin, 1803                  | 4              | Noord- en Midden-Amerika; Colombia, Ecuador, Brazilië, Venezuela, Suriname, Frans-Guyana, Guyana, Trinidad, Peru, Bolivia, Nicaragua, Costa Rica en Panama                                                                                                |
| Metlapilcoatlus                           | Campbell, Frost, Castoe, 2019 | 6              | Midden-Amerika; Mexico, Belize, Guatemala, Honduras, Nicaragua, Costa Rica, El Salvador en Panama |
| Mixcoatlus                                | Jadin, Smith & Campbell, 2011 | 3              | Midden-Amerika; Mexico |
| Ophryacus                                 | Cope, 1887                    | 3              | Noord-Amerika; Mexico |
| Ovophis                                   | Burger, 1981                  | 6              | Azië; India, Myanmar, Nepal, Bhutan, China, Laos, Vietnam, Cambodja, Thailand, Taiwan, Maleisië, Japan, Hongkong en Indonesië, mogelijk in Bangladesh |
| Porthidium                                | Cope, 1871                    | 9              | Midden- en Zuid-Amerika; Mexico, Belize, Guatemala, Honduras, Nicaragua, Costa Rica, Panama, Colombia, Ecuador en El Salvador |
| Protobothrops                             | Hoge & Romano-Hoge, 1983      | 15             | Azië; Bangladesh, India, Myanmar, Vietnam, Laos, Thailand, China, Taiwan, Nepal, Bhutan en Japan |
| Dwergratelslangen (Sistrurus)             | Garman, 1884                  | 3              | Noord-Amerika; Canada, Mexico, Verenigde Staten |
| Aziatische lanspuntslangen (Trimeresurus) | Lacépède, 1804                | 46             | Azië; India, Nepal, Bhutan, Myanmar, Thailand, Cambodja, Laos, Vietnam, China, Indonesië, Filipijnen, Taiwan, Bangladesh, Oost-Timor, Maleisië, Nepal, Singapore en Sri Lanka                                                                             |
| Tropidolaemus                             | Wagler, 1830                  | 5              | Azië; Thailand, Maleisië, Singapore, Indonesië, de Filipijnen, Brunei en India, mogelijk in Vietnam |